# Kabamba Musasa
Patrice Tshatsho Kabamba Musasa (Kinshasa, 30 maggio 1982) è un calciatore della Repubblica Democratica del Congo, attaccante del Porcelana.

## Carriera

### Club
Comincia a giocare al Vatican. Nel 2000 gioca al JAC Trésor. Nel 2001 si trasferisce al Paulino. Nel 2002 passa al Saint Éloi Lupopo. Nell'estate 2002 viene acquistato dal Kaizer Chiefs, squadra della massima serie sudafricana. Nel gennaio 2005 si trasferisce in Turchia, all'İstanbulspor. Nell'estate 2005 passa al Maritzburg United. Nel 2007 viene acquistato dal Mpumalanga Black Aces. Nel 2008 passa al Maccabi Herzliya. Nel 2010 gioca al Primeiro de Agosto. Nel 2011 passa al Saint Éloi Lupopo. Nel 2012 torna al Primeiro de Agosto. Nel 2013 viene acquistato dal Porcelana.

### Nazionale
Ha debuttato in Nazionale nel 2003. Ha partecipato, con la Nazionale, alla Coppa d'Africa 2004 e alla Coppa d'Africa 2006. Ha collezionato in totale, con la maglia della Nazionale, 18 presenze e 3 reti.